# Rujište (gmina Ražanj)
Rujište (cyr. Рујиште) – wieś w Serbii, w okręgu niszawskim, w gminie Ražanj. W 2011 roku liczyła 315 mieszkańców.